# Seoul Cycling Team
Seoul Cycling Team is een wielerploeg die een Zuid-Koreaanse licentie heeft. De ploeg bestaat sinds 2008. Seoul Cycling Team komt uit in de continentale circuits van de UCI. Joon Soo Kim is de manager van de ploeg.

## Renners
N.B. alleen renners met een eigen artikel op wikipedia zijn hier vermeld.
- Park Sung-baek (2008)
- Jang Kyung-gu (2009)
- Seo Joon-yong  (2010-2012)
- Youm Jung-hwan (2010-2012)
- Kim Ok-cheol (2013-2020)
- Jung Ha-jeon (2014-2017)
- Joo Dae-young (2015-2019)
- Choi Tae-ho (2016-2017)
- Min Kyeong-ho (2016-2024)

## Overwinningen
2008
3e etappe Ronde van Langkawi: Won Jae Lee
Etappe 1b en 8 Ronde van Korea-Japan: Seon Ho Park
2009
1e en 5e etappe Ronde van Taiwan: Seon Ho Park
1e en 2e etappe  Ronde van Thailand: Seon Ho Park
3e etappe Ronde van Thailand: Seok Kyu Suh
2e, 3e en 10e etappe Ronde van Korea: Seon Ho Park
9e etappe Ronde van Korea: Ki Hong Yoo
Ronde van Seoul: Ho Sung Cho
5e etappe Ronde van Hainan: Seon Ho Park
2010
3e en 5e etappe Ronde van Korea: Seon Ho Park
6e en 9e etappe Ronde van Korea: Hyo Suk Gong
2011
3e, 4e en 6e etappe Ronde van Thailand: Ho Sung Cho
2012
5e etappe Ronde van Thailand: Joon Yong Seo
2013
3e en 5e etappe Ronde van Thailand: Ho Sung Cho
7e etappe Ronde van Korea: Ho Sung Cho
2014
2e etappe Ronde van Thailand: Kisuk Lee
4e etappe Ronde van Korea: Jun Oh Kwon